# Radio Italia Estate
Radio Italia Estate è una compilation pubblicata il 25 maggio 2010 con l'etichetta Sony Music. È composta da due CD di 16 brani ognuno. La compilation debutta nella classifica FIMI alla 9ª posizione, per poi raggiungere due settimane dopo la posizione più alta: la 7ª.

## Tracce CD 1
1. Irene Grandi - La cometa di Halley (Irene Grandi e Francesco Bianconi) – 3:52
2. Eros Ramazzotti - Dove c'è musica (Eros Ramazzotti, Adelio Cogliati, Claudio Guidetti e Maurizio Fabrizio) – 4:44
3. Marco Mengoni - Credimi ancora (Marco Mengoni, Stella Fabiani, Massimo e Piero Calabrese) – 3:28
4. Elio e le Storie Tese - La terra dei cachi (Elio) – 4:05
5. Bluebeaters - Un grande sole – 3:49
6. Daniele Silvestri - La Paranza (Daniele Silvestri) – 4:38
7. Luca Dirisio – Calma e sangue freddo (Luca Dirisio, Giuliano Boursier) – 3:33
8. Giusy Ferreri - Ma il cielo è sempre più blu (Rino Gaetano) – 4:41
9. Samuele Bersani - Freak (Samuele Bersani) – 3:52
10. Nek - Lascia che io sia (Antonello de Sanctis, Nek, Daniele Ronda) – 3:31
11. Roberto Angelini - Gattomatto (Roberto Angelini e Giuliano Boursier) – 3:45
12. Neffa - Il mondo nuovo (Neffa) – 3:58
13. Le Vibrazioni - In una notte d'estate (Francesco Sarcina) – 3:13
14. J-Ax - I vecchietti fanno O – 4:06
15. Luca Carboni - Mare mare (Luca Carboni) – 4:36
16. Tricarico - Io sono Francesco (Tricarico) – 4:08

CD 1 durata totale 1 h : 03 min : 59 s

## Tracce CD 2
1. Marco Carta - Dentro ad ogni brivido (Federica Camba, Daniele Coro) – 3:45
2. Nina Zilli - L'uomo che amava le donne (Nina Zilli, Kaballà e Michele Canova Iorfida) – 2:44
3. Gianluca Grignani - L'aiuola (Gianluca Grignani) – 3:30
4. Pino Daniele - Neve al Sole (Pino Daniele) – 4:52
5. Delta V - Un'estate fa – 3:54
6. Baustelle - Charlie fa surf (Francesco Bianconi) – 3:53
7. Rino Gaetano - Ahi Maria (Rino Gaetano) – 5:36
8. Negrita - Gioia infinita – 4:20
9. Alessandra Amoroso - Stupida (Federica Camba, Daniele Coro, Diego Calvetti) – 3:35
10. Finley - Diventerai una star – 3:03
11. Biagio Antonacci - Lascia stare (Biagio Antonacci) – 3:50
12. Lùnapop - 50 Special (Cesare Cremonini) – 3:30
13. Noemi - Briciole (Diego Calvetti, Marco Ciappelli, Francesco Sighieri) – 3:21
14. Piero Pelù - Tribù (Piero Pelù e Saverio Lanza) – 3:30
15. Vasco Rossi - Voglio andare al mare (Vasco Rossi e Massimo Riva) – 3:41
16. Il Genio - Pop porno – 3:20

CD 2 durata totale 1 h : 00 min : 24 s

## Classifica italiana
| Classifica | Posizione più alta |
| ---------- | ------------------ |
| FIMI       | 7                  |

### Andamento in classifica
| Posizione | 9     | 8     | 7     | 10    | 14    | 15    | 12    | 13     | 12     | 20     | 20     | 12     | 19     |
| Fonti     | [ 3 ] | [ 5 ] | [ 4 ] | [ 6 ] | [ 7 ] | [ 8 ] | [ 9 ] | [ 10 ] | [ 11 ] | [ 12 ] | [ 13 ] | [ 14 ] | [ 15 ] |